# ارکستر مجلسی

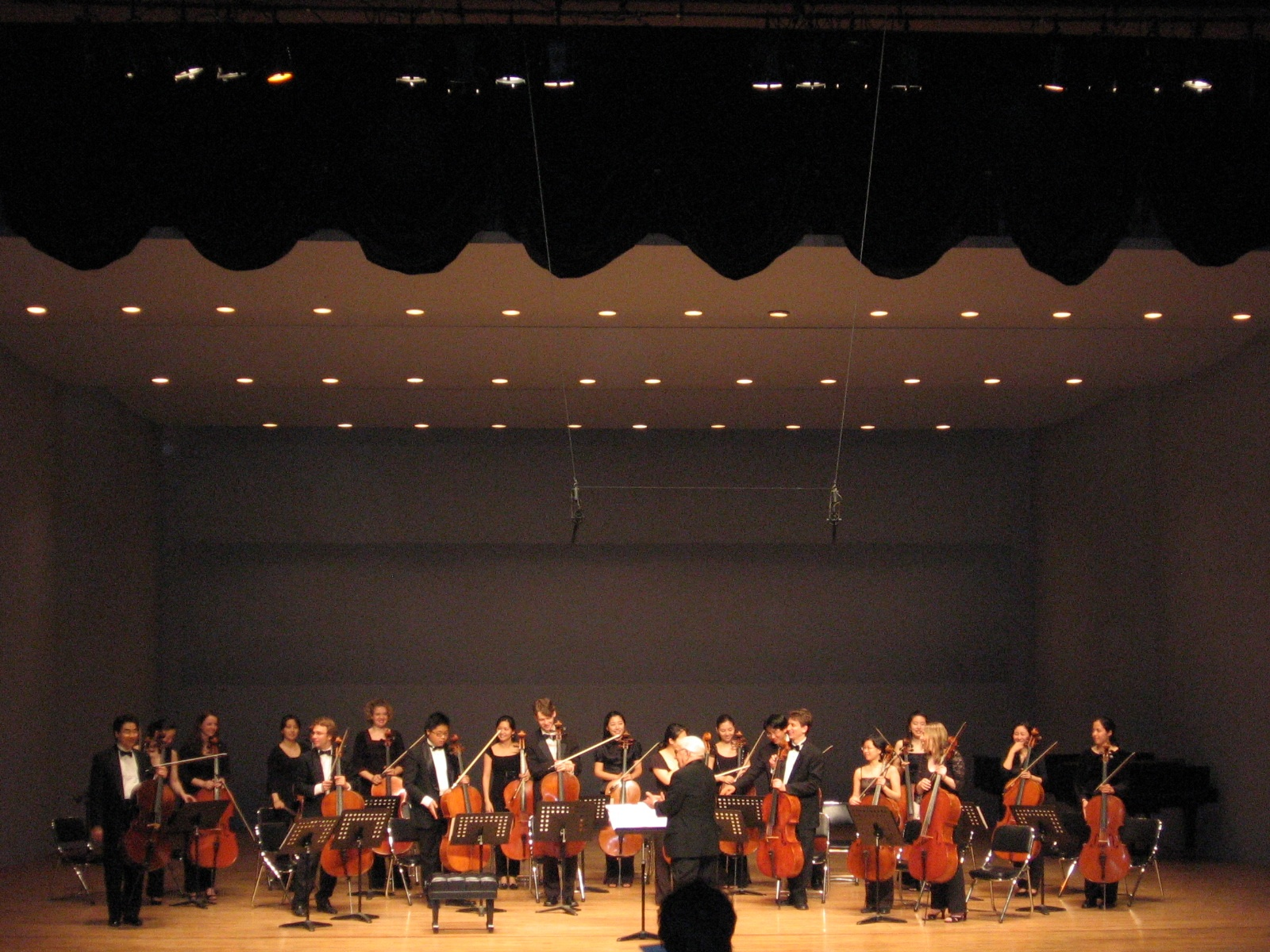
ارکستر مجلسی دانشگاه ییل

ارکستر مجلسی به ارکستری گفته می‌شود که در آن از سازهای زهی آرشه‌ای، سازهای بادی چوبی و سازهای کوبه‌ای و سازهای کلیددار همچون پیانو می‌تواند استفاده شود.
ارکستر مجلسی از نظر تعداد نوازنده و ساز ارکستری کوچکتر از ارکسترهای سمفونیک می‌باشد.
پیشینه این گونه ارکستر به قرن هفدهم میلادی در اروپا می‌رسد.
ایده تشکیل این نوع ارکستر به این دلیل بود که پرداخت حقوق به نوازندگان آن که تعدادشان نسبت به ارکسترهای بزرگ کمتر بود راحت و در بضاعت بسیاری از اعیان و شاهزادگان آنزمان بود. با این شرایط هر شاهزاده در آن زمان می‌توانست صاحب یک ارکستر کوچک مخصوص کاخ خود باشد.